# 客塵
客塵，音譯為阿犍多，佛教術語，為煩惱的一種，又稱客塵煩惱。在心性本淨學說中，煩惱被視為是外來的，掩蓋了清淨本性，因此稱為客塵。

## 概論
在梵文中，是個形容詞，字面上有偶然的，迷失的，由外進入等的意思，引伸有作客的意思。
心性本淨學說中，將心分為本性（prakṛti），與客性（āgantukatva）兩個面向，心的本性清淨，但是受到帶有染污的客性影響，而有煩惱。在《增一阿含經》中，記載釋迦牟尼曾有心性本淨，被客塵染污的教法。因此大眾部與分別說部，皆主張心性本淨。